# فتاة الجحيم
فتاة الجحيم (باليابانية: 地獄少女) سلسلة أنمي ياباني من تأليف هيروشي وتانابي وإنتاج مشترك بين آنيبلكس وستوديو دين وإخراج تاكاهيرو أوموري وكتابة كينيتشي كانيميكي. وعُرض على 4 مواسم منفصلة من 2004 وحتى 2017. وحصل على عدة سلاسل مانغا وألعاب فيديو ومسلسل ياياني.

## القصة

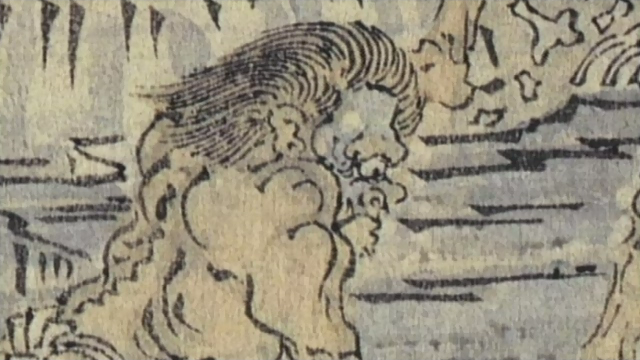
لوحة للرسام کاوانابه کیوساي تم استخدامها في مقدمة الأنمي

يقال أن هناك إشاعة بوجود موقع على الإنترنت يسمى باسم «الإرسال إلى الجحيم» يمكن الوصول إليها فقط في منتصف الليل، إذا كنت تحقد على شخص مـا تضع اسمه هناك فتأتي فتاة الجحيم وتهديه دمية من القش ملفوفه بخيط احمر إذا سحب الخيط يلقى الشخص المكتوب اسمه في الموقع في الجحيم لكن هناك اتفاقيه تنص على ان إذا تم الاتفاق فانه من سحب الخيط يلقى في الجحيم بعد موته.

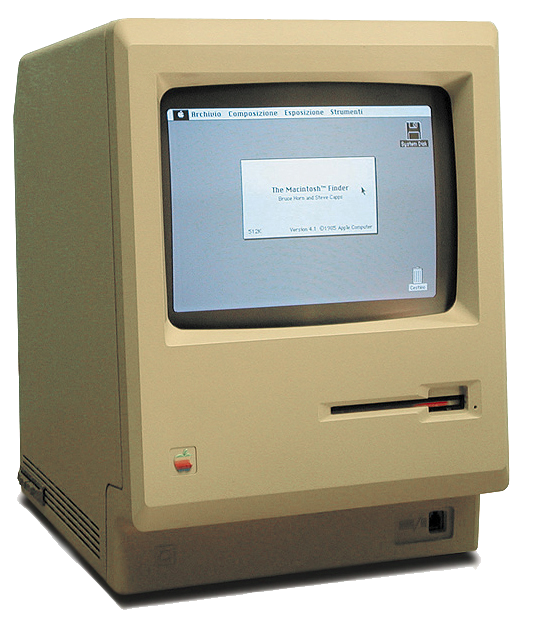
حاسوب "ماكنتوش 128K" المستخدم في الأنمي

## الشخصيات
- إينما أي (باليابانية: 閻魔 あい)

مؤدي الصوت: ماميكو نوتو
- هوني اونا (باليابانية: 骨女)

مؤدي الصوت: تاكاكو هوندا
- رن إيشيموكو (باليابانية: 一目 連)

مؤدي الصوت: ماسايا ماتسكازي
- وون يو دو
- جدة أي (باليابانية: あいの祖母)
- العنكبوت (سيد الجحيم)
مؤدي الصوت: هيديكاتسو شيباتا
- كيكوري
مؤدي الصوت: كاناكو ساكاي
- ياماوارو
مؤدي الصوت: هيكيرو شينا
- شيباتا هاجيمي (باليابانية: 柴田 一)

مؤدي الصوت: يوجي أويدا
- شيباتا تسوغومي (باليابانية: 柴田 つぐみ)

مؤدي الصوت: نانا ميزوكي
- تاكوما كوريباياشي (طفل الشيطان)

مؤدي الصوت: أيومي فجيمرا
- يوزوكي ميكاغي (باليابانية: ゆずき みかげ)

مؤدي الصوت: ساتومي ساتو
- ميتشيرو

مؤدي الصوت: ميساكي واتادا

## روابط خارجية
- فتاة الجحيم على موقع IMDb (الإنجليزية)
- فتاة الجحيم على موقع كينوبويسك (الروسية)
- فتاة الجحيم على موقع قاعدة بيانات الفيلم (الإنجليزية)
- فتاة الجحيم على موقع ANN anime (الإنجليزية)